# Horror Stories 2
Horror Stories 2 (hangul 무서운 이야기) és una pel·lícula omnibus de terror del 2013 formada per quatre episodis de quatre directors sud-coreans. Es va projectar al Festival Internacional de Cinema Fantàstic de Bucheon i XLVI Festival Internacional de Cinema Fantàstic de Catalunya el 2013, i va guanyar el Corb de Plata de la Competició Internacional al Festival Internacional de Cinema Fantàstic de Brussel·les de 2014.
444 de Min Kyu-dong està ambientat en el teló de fons del magatzem d'una companyia d'assegurances on una dona amb la capacitat de comunicar-se amb els morts s'endinsa en casos de reclamació d'assegurances fraudulentes. The Cliff de Kim Sung-ho se centra en dos amics que van d'excursió al bosc i després queden atrapats a la vora d'un penya-segat. The Accident de Kim Hwi se centra en tres noies deprimides que van de viatge per carretera després de suspendre l'examen de certificació del professor, però un accident de cotxe converteix el seu viatge en un malson. The Escape de Jung Bum-shik tracta d'un professor en pràctiques que queda tancat a la porta de l'infern.
És una seqüela de la trilogia de contes de terror i por Horror Stories, una pel·lícula amb un format similar que es va estrenar el 2012.

## Històries

### 444
- Argument: Se-young, un foraster en una companyia d'assegurances, té l'extraordinària capacitat de comunicar-se amb persones mortes. El gerent Park, el cap de Se-young, suposant que té algun tipus de poder especial, decideix provar-ho. Una nit molt tard, quan tothom ha marxat a casa, el Sr. Park porta a Se-young a un traster ple d'informes de casos. Entre ells, el Sr. Park tria tres casos dubtosos. Li demana a Se-young que li expliqui exactament què va passar. Se-young, que sent una aura fosca al seu voltant, explica la història de cada cas. Cada vegada que Se-young acaba cada cas, l'aura fosca es fa més fosca i més gran i Se-young intenta avisar al Sr. Park sobre això.
- Dirigida per Min Kyu-dong
- Lee Se-young com a Se-young
- Park Sung-woong com a gerent Park

### The Cliff
- The Cliff (절벽 () Jeol-byeok) (durada: 23 minuts)
- Argument: Dos amics per sort sobreviuen després de caure d'un penya-segat, però acaben en una roca que sobresurt just a sota. Mentre esperen ser rescatats, la seva amistat aviat es trenca a causa d'una barra de xocolata. Per sobreviure, un d'ells ha de morir. (Adaptat del popular webtoon d’Oh Seong-dae The Cliff.)[7][8]
- Dirigida per Kim Sung-ho
- Sung Joon com a Cho Dong-wook[9]
- Lee Soo-hyuk com a Park Sung-kyun
- Noh Kang-min com a noi jove al pati de l'apartament

### The Accident
- The Accident (사고 () Sa-go) (durada: 23 minuts)
- Argument: Tres dones joves suspenen l'examen de certificació de mestres. Per animar-se, les amigues emprenen un viatge per carretera a les muntanyes. Però s'accidenten i el seu cotxe es trenca. Tot i les ferides, decideixen caminar cap a una llum tènue que ve d'una muntanya.
- Dirigida per Kim Hwi
- Baek Jin-hee com a Kang Ji-eun
- Kim Seul-gi com a Yoon Mi-ra
- Jung In-sun com Gil Sun-joo
- Kim Gi-cheon com a resident de la cabana de muntanya
- Shin Wu-Cheol com a metge

### The Escape
- The Escape (탈출 () Tal-chool) (durada: 30 minuts)
- Argument: Byeong-shin és un professor en pràctiques que és humiliat pels seus alumnes el primer dia a l'escola. Després de conèixer Tan-hee, una noia de secundària obsessionada amb la màgia negra, imita un dels seus encanteris. Es troba tancat a la porta de l'infern.
- Dirigida per Jung Bum-sik
- Go Kyung-pyo com a Go Byeong-shin
- Kim Ji-won com a Sa Tan-hee
- Im Won-hee com a professor
- Kim Ye-won com a xicota de Byeong-shin
- Gil Eun-hye com a germana gran de Tan hee